# Affonso Eduardo Reidy
Affonso Eduardo Reidy (Parigi, 26 ottobre 1909 – Rio de Janeiro, 10 agosto 1964) è stato un architetto brasiliano esponente del movimento moderno.

## Biografia
Figlio dell'inglese Richard George Reidy e della brasiliana di ascendenza italiana Eugênia Italina Belens Bezzi, all'età di 17 anni si è iscritto al corso di architettura presso la Scuola nazionale di Belle arti di Rio de Janeiro, completando gli studi nel 1930.
Negli anni dell'università Reidy ha fatto uno stage presso l'urbanista francese Alfred Agache, incaricato del nuovo piano regolatore per la città di Rio de Janeiro.
Il direttore della Scuola, Lúcio Costa, lo ha nominato assistente del professore Gregori Warchavchik.
In breve tempo Reidy assunse il ruolo di professore, in sostituzione di Warchavchik, nelle materie del disegno e dell'urbanistica, contribuendo alla formazione di una generazione di architetti che diventerà nota come la "scuola Carioca".
Influenzato dalle idee di Le Corbusier – tratto comune a molti architetti della sua generazione – Reidy ha fatto parte del gruppo che, alla fine degli anni trenta, sotto la direzione di Lúcio Costa, ha progettato la sede del nuovo Ministero dell'istruzione e della salute (conosciuto come Palazzo Gustavo Capanema). Dello stesso gruppo facevano parte anche Oscar Niemeyer, Carlos Leão, Ernani Vasconcellos e Jorge Machado Moreira.

## Progetti
Rio de Janeiro

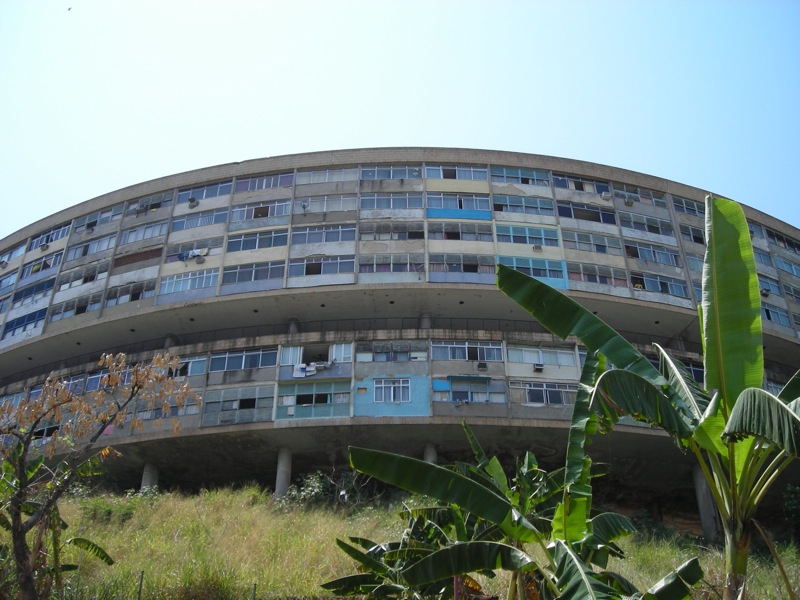
Il Conjunto residencial Mendes de Moraes, conosciuto anche come Pedregulho, complesso di housing sociale, visibile dal Corcovado.

- Complesso di housing sociale del Pedregulho, realizzato fra il 1947 e il 1955 nella zona di Benfica;
- Museo di arte moderna, in cui il progetto di landscape fu affidato a Roberto Burle Marx, realizzato fra il 1954 e il 1960, distrutto da un incendio nel 1978 e poi ricostruito;
- Museo Carmen Miranda, terminato nel 1956 ma inaugurato vent'anni dopo e sito nel Parco Brigadeiro Eduardo Gomes, nel quarti ere Flamengo;
- Ministero dell'educazione e della salute, del 1936, con Oscar Niemeyer, Jorge Moreira, Ernani Vasconcelos e Carlos Leao.